# Закон Рипля
Закон Рипля (нем. Rieplsches Gesetz) — гипотеза, сформулированная немецким журналистом Вольфгангом Риплем в 1913 году. Часто упоминается в дискуссиях о вновь возникающих видах средств массовой информации в научном сообществе в немецкоговорящих странах.
Рипль, главный редактор крупнейшей газеты Нюрнберга в то время, заявил в своей диссертации «Древнейшие средства связи, с преимущественным вниманием к Древнему Риму» (нем. Das Nachrichtenwesen des Altertums mit besonderer Rücksicht auf die Römer), что новые более высокоразвитые средства массовой информации никогда не заменят старые. Новые СМИ будут вынуждены искать для себя новые задачи или области применения.